# Dolmen de Saint-Marcelin
Le dolmen de Saint-Marcelin est situé dans le Camp de Canjuers, à Mons, dans le département du Var, en France.

## Description
Le dolmen a été édifié en calcaire local à près de 900 m d'altitude. Le tumulus de forme ovale (10 m par 12 m) est encore visible. La chambre s'étire sur 1,70 m de long, prolongée par un couloir qui comporte encore une table de couverture.
Selon Paul Goby, la chambre a été fouillée en 1910 par Edmond de Pas. Le mobilier recueilli est conservé au musée de Grasse. Il se compose de perles en stéatite, de canines de renards et d'une crache de cerf percées, d'un bouton en os à perforation en V et d'une épingle en bronze. Les boutons en os à perforation en V sont particulièrement rares en Provence. 
L'ensemble du mobilier retrouvé permet de dater le monument du Chalcolithique avec une réutilisation à l'âge du bronze.